# Skinner Glacier (glaciär i Antarktis)
Skinner Glacier är en glaciär i Antarktis. Den ligger i Västantarktis. Argentina, Chile och Storbritannien gör anspråk på området. Skinner Glacier ligger 380 meter över havet.
Terrängen runt Skinner Glacier är huvudsakligen kuperad, men åt sydost är den platt. Trakten är obefolkad. Det finns inga samhällen i närheten.